# Campionati mondiali di pattinaggio di velocità su distanza singola 2025 - Sprint a squadre maschile
L'evento dei sprint a squadre maschile dei campionati mondiali di pattinaggio di velocità su distanza singola 2025 si è svolto il 13 marzo 2025 al Vikingskipet di Hamar, in Norvegia.

## Risultati
| Pos | Pair | Corsia | Nazione                                                         | Tempo      | Diff  |
| --- | ---- | ------ | --------------------------------------------------------------- | ---------- | ----- |
| 1   | 3    | s      | Cina Xue Zhiwen Lian Ziwen Ning Zhongyan                        | 1:18.13 TR |       |
| 2   | 4    | s      | Paesi Bassi Janno Botman Jenning de Boo Tim Prins               | 1:18.42    | +0.29 |
| 3   | 4    | c      | Stati Uniti Austin Kleba Cooper McLeod Zach Stoppelmoor         | 1:19.23    | +1.10 |
| 4   | 1    | c      | Norvegia Henrik Fagerli Rukke Bjørn Magnussen Didrik Eng Strand | 1:19.32    | +1.19 |
| 5   | 1    | s      | Polonia Marek Kania Piotr Michalski Damian Żurek                | 1:19.68    | +1.55 |
| 6   | 2    | c      | Canada Laurent Dubreuil Anders Johnson Connor Howe              | 1:19.86    | +1.73 |
| 7   | 3    | c      | Corea del Sud Kim Jun-ho Cha Min-kyu Cho Sang-hyeok             | 1:20.04    | +1.91 |
| 8   | 2    | s      | Germania Hendrik Dombek Moritz Klein Stefan Emele               | 1:20.42    | +2.29 |